# John (singolo)
John è un brano musicale del rapper statunitense Lil Wayne, pubblicato come secondo singolo estratto dal suo non album, Tha Carter IV. Il brano figura la collaborazione del rapper Rick Ross, ed ha raggiunto la ventiduesima posizione della classifica statunitense Billboard Hot 100. John è stato pubblicato il 24 marzo 2011 su iTunes.
Il brano è stato prodotto da Polow da Don e Rob Holladay. Lil Wayne ha interpretato il brano in occasione degli MTV Video Music Awards 2011. Il video musicale di John è stato presentato sul canale VEVO di Lil Wayne il 12 maggio 2011; è stato diretto da Colin Tilley e figura la partecipazione in una scena di Birdman.

## Tracce
Digital Download
1. John featuring Rick Ross - 4:47

## Classifiche
| Classifica (2011)                    | Posizione Più alta |
| ------------------------------------ | ------------------ |
| Stati Uniti                          | 22                 |
| US Hot R&B/Hip-Hop Songs (Billboard) | 19                 |
| US Rap Songs (Billboard)             | 12                 |